# STEM
STEM é um acrónimo em língua inglesa para "science, technology, engineering and mathematics", que representa um sistema de aprendizado científico, o qual agrupa disciplinas educacionais em "ciência, tecnologia, engenharia e matemática" (CTEM). 
Anteriormente era conhecido como SMET: "Science, Mathematics, Engineering and Technology". Este é normalmente usado quando se trata de políticas educacionais e escolhas curriculares nas escolas para melhorar a competitividade no desenvolvimento da criatividade e da crítica através da ciência e tecnologia. Tendo implicações no desenvolvimento da força de trabalho, preocupações com segurança nacional e política de imigração. 
A "ciência" em STEM normalmente se refere a dois dos três principais ramos científicos: ciências naturais, incluindo biologia, física, química e, ciências formais, das quais a matemática é um exemplo, juntamente com lógica e estatística; o terceiro ramo principal da ciência, as ciências sociais, incluindo psicologia, sociologia e ciência política, são categorizadas separadamente dos outros dois ramos e, em vez disso, são agrupadas na área de humanidades e artes para formar outra sigla equivalente: HASS, em inglês —- ciências humanas, artes e ciências sociais.
No sistema educacional dos Estados Unidos, nas escolas de ensino fundamental e médio, o termo ciência refere-se principalmente às ciências naturais, com a matemática sendo um assunto independente e, as ciências sociais são combinadas com as ciências humanas sob o termo geral "estudos sociais".  

## Metodologia STEAM no Brasil
A Metodologia STEAM no Brasil refere-se à abordagem educacional que integra as disciplinas de Ciências, Tecnologia, Engenharia, Artes e Matemática, promovendo a interdisciplinaridade e o desenvolvimento de habilidades essenciais para o século XXI. O termo STEAM, derivado de STEM (Science, Technology, Engineering, and Mathematics), inclui a dimensão artística, reconhecendo a importância da criatividade e da expressão visual nas práticas educacionais. Esta metodologia tem ganhado destaque em instituições educacionais brasileiras, tanto no ensino fundamental quanto no médio. Escolas e professores tem adotado essa abordagem como uma estratégia para tornar o ensino mais dinâmico e alinhado às demandas do mercado de trabalho. A Rede SESI (Serviço Social da Indústria) de ensino é um das grandes referências no cenário da educação brasileira que utilizam esta metodologia em sua matriz curricular.

## Princípios Fundamentais
- Integração Disciplinar: A Metodologia STEAM busca integrar naturalmente as disciplinas, proporcionando aos alunos uma compreensão completa dos conceitos e incentivando a resolução de problemas de maneira colaborativa.
- Aprendizado Baseado em Projetos (Project Based Learning - PBL): Os estudantes são encorajados a aplicar conhecimentos teóricos na resolução de problemas do mundo real, através de projetos práticos e desafios, deste modo fomentando a criatividade e a inovação.
- Desenvolvimento de Habilidades Socioemocionais: Além do conhecimento técnico, a metodologia enfatiza o desenvolvimento de habilidades socioemocionais, como trabalho em equipe, comunicação eficaz, pensamento crítico e resiliência.
- Inclusão da Arte: A inclusão da dimensão artística reconhece a importância da expressão criativa, estimulando a imaginação e a inovação. A arte é vista como uma ferramenta para potencializar o aprendizado em ciências e matemática.
- Tecnologia como recurso pedagógico: O uso de tecnologia é inerente ao STEAM, ferramentas digitais e práticas inovadoras são incorporadas para amplificar as possibilidades de aprendizado e preparar os alunos para os desafios tecnológicos da sociedade em que convivem.

### Diferença de Gênero em STEM
Embora as mulheres representem 47% da força de trabalho nos EUA, elas ocupam apenas 24% dos empregos STEM. A investigação sugere que expor as mulheres á inventoras desde adolescencia tem o potencial de reduzir para metade a disparidade de género nos domínios técnicos STEM. Campanhas de organizações como o Hall da Fama dos Inventores Nacionais visavam alcançar um equilíbrio de género 50/50 nos seus programas STEM para jovens até 2020.  

### STEAM aliado a Educação Matemática Realística (Realistic Mathematics Education - RME)
Uma das alternativas para facilitar o processo de ensino e aprendizagem da disciplina de Matemática no ensino básico é utilizando a metodologia STEAM conectado a Educação Matemática Realística (RME), que é uma abordagem idealizada por Hans Freudenthal de tornar ou considerar a matemática como uma atividade habitual de resolução de problemas na rotina dos seres humanos, pensar a matemática como um exercício de organização da realidade que vos cerca.  

### Metodologia STEAM e a Educação 4.0
O STEAM é identificado como um método ativo de aprendizagem, ou seja, definido como uma das metodologias que tem objetivo contínuo de propiciar aos estudantes o desenvolvimento do protagonismo discente, da autonomia na produção de saberes, em sala de aula. Aliado a abordagem educacional da Educação 4.0, em que o conceito de Cultura Maker entra em cena, do aprender fazendo, no sentido literal da palavra de colocar a mão na massa (“Hands-On”), percebe-se o quanto essas duas singularidades convergem para uma potencial corrente de mudança da tendência pedagógica tradicional encontrada ainda no cenário da educação brasileira.  

### Empregos
Em Novembro de 2012, o anúncio da Casa Branca antes da votação no Congresso sobre a Lei de Emprego STEM colocou o Presidente Obama em oposição a muitas das empresas e executivos de Silicon Valley que financiaram a sua campanha de reeleição. O Departamento do Trabalho identificou 14 setores que são "projetados para aumentar números substanciais de novos empregos à economia ou afetar o crescimento de outras indústrias ou que estão se transformando pela tecnologia e inovação que exigem novos conjuntos de competências para os trabalhadores". os setores foram os seguintes: manufatura avançada, automotivo, construção, serviços financeiros, tecnologia geoespacial, segurança interna, tecnologia da informação, transporte, aeroespacial, biotecnologia, energia, saúde, hotelaria e varejo.  
O Departamento de Comércio observa que as carreiras nas áreas STEM são algumas das mais bem remuneradas e têm o maior potencial de crescimento de empregos no início do século XXI. O relatório também observa que os trabalhadores STEM desempenham um papel fundamental no crescimento sustentado e na estabilidade dos EUA. economia, e a formação em áreas STEM geralmente resulta em salários mais elevados, quer trabalhem ou não numa área STEM.
Em 2015, havia cerca de 9,0 milhões de empregos STEM nos Estados Unidos, representando 6,1% do emprego americano. Os empregos STEM estavam aumentando cerca de 9% ao ano.  A Brookings Institution descobriu que a procura de licenciados em tecnologia competentes excederá o número de candidatos capazes em pelo menos um milhão de indivíduos.  
De acordo com o Pew Research Center, um trabalhador típico de STEM ganha dois terços mais do que aqueles empregados em outras áreas. 